# Usia angustifrons
Usia angustifrons är en tvåvingeart som beskrevs av Becker 1906. Usia angustifrons ingår i släktet Usia och familjen svävflugor. Inga underarter finns listade i Catalogue of Life.